# Pombal (Portugal)
Pombal é uma cidade portuguesa pertencente ao distrito de Leiria, na província da Beira Litoral, integrando a Comunidade Intermunicipal da Região de Leiria, na região do Centro de Portugal, com  12 035 habitantes na área urbana. Foi oficialmente elevada a cidade em 16 de Agosto de 1991.
É sede do município de Pombal que tem 626,00 km² de área e 51 170 habitantes (2021), está subdividido em 13 freguesias. O município é limitado a Norte pelos municípios da Figueira da Foz e de Soure, a Este por Ansião e Alvaiázere, a Sudeste por Ourém, a Sudoeste por Leiria e a Oeste possui uma faixa de litoral no Oceano Atlântico (Praia do Osso da Baleia). Muita da riqueza encontra-se ainda viva em Pombal em pavimentos, estátuas e até mesmo nos canais.

## Cultura
Em 13 de Julho de 1976 foi fundado o Teatro Amador de Pombal que, desde então, tem desempenhado uma importante função cultural no município. Conta já com mais de 30 produções. A produção mais recente ("A Demanda") foi encenada por Rui M. Silva e percorreu o País com alguns espectáculos.
Este grupo tem as portas abertas gratuitamente para novos elementos e reúne-se apenas aos fins-de-semana, uma vez que todos os seus elementos trabalham e/ou estudam.
Em Pombal existem duas rádios: a 97Fm, fundada como Rádio Clube de Pombal, a emitir na frequência de 97,0 MHz, e a CardalFM, em 87,6 MHz.
A Rádio Clube de Pombal começou como uma aventura de dois jovens que no dia 25 de abril de 1986 lançaram para o ar a primeira emissão. Nesse mesmo ano, em 23 de outubro, a rádio ganhou corpo jurídico.
A Rádio Cardal teve durante alguns anos o estatuto de rádio "pirata”, tendo sido legalizada em março de 1989 com a obtenção do alvará de licenciamento.
Ambas emitem a partir da Serra de Sicó, no município, a cerca de 400m de altitude, tendo a CardalFM uma potência aparente radiada (PAR) de 2 kW, de acordo com a ANACOM, e a 97FM tendo uma potência de 1 kW. As condições favoráveis de propagação de sinal permitem que a CardalFM, a rádio com maior PAR, se faça ouvir com qualidade na totalidade das regiões de Leiria e de Coimbra.
Em Pombal, a imprensa jornalística resume-se atualmente ao Pombal Jornal (criado em 2013), depois de se ter assistido ao desaparecimento de alguns periódicos que marcaram o panorama jornalístico da comunidade durante décadas.
É o caso do Correio de Pombal (1990-2012), de O Eco, fundado em 1932 e também já extinto, e do Voz do Arunca.
A Associação Filarmónica Artística Pombalense é uma das mais antigas coletividades do município, fundada no dia 16 de outubro de 1867. É uma academia de artes e de música, que promove o ensino de diferentes instrumentos e disciplinas de dança. Nela funciona também o Conservatório Filarmónico de Pombal, homologado pelo Ministério da Educação, que oferece ensino articulado da música.
É de não menosprezar também a posição geográfica privilegiada do município, que facilmente consegue aceder à oferta cultural existente noutras localidades, como Coimbra, Aveiro, Leiria, Santarém, Lisboa e Porto, num raio de 90 minutos.

### Museus
Museu Municipal Marquês de Pombal
O Museu que se localiza na antiga cadeia, tem um acervo que documenta a vida e obra de Sebastião José de Carvalho e Mello, Conde de Oeiras e Marquês de Pombal, e a sua época. Apresenta uma coleção documental, com um núcleo bibliográfico e diversos documentos legislativos e manuscritos; uma importante coleção de quadros, gravuras e pintura a óleo do século XVIII; e uma relevante coleção de mobiliário da época. O Museu possui, ainda, outras coleções: medalhística, cerâmica, vidro, metais, elementos pétreos, fotografias e bustos do Marquês de Pombal.
Museu de Arte Popular Portuguesa
O Museu de Arte Popular Portuguesa situa-se no piso térreo do Centro Cultural de Pombal, na zona histórica da cidade, e contém em exposição um espólio de cerca de 2000 peças de artesanato de todas as regiões do país.
Este espaço museológico é o resultado de um trabalho de procura e selecção permanentes de Nelson Lobo Rocha, técnico aposentado da Fundação Calouste Gulbenkian, ao longo de mais de vinte e cinco anos de convívio com os próprios artesãos.
A colecção doada à Câmara Municipal de Pombal supera pela sua diversidade, qualidade e quantidade, tudo o que seria possível esperar. Um tão grande número de peças e a sua enorme diversidade de figuras e motivos, é de inegável riqueza, facilitando a dispersão do olhar e do sentir.
Os artesãos, aqui tão ricamente representados, mostram um retrato em corpo inteiro das tradições populares portuguesas duma forma genuína que veste esta sala nobre de cor, de beleza, de alegria e encanto.

## Transportes e Mobilidade
O município de Pombal encontra-se geograficamente entre Leiria e Coimbra, fazendo mesmo fronteira com o município de Leiria e o de Figueira da Foz. Esta posição privilegiada no contexto da região Centro permite-lhe uma dinâmica significativa, patente nas acessibilidades que o município possui.
Pombal encontra-se servido pela autoestrada A1, corredor principal que assegura as dinâmicas de ligação para Leiria e Coimbra, mas também possui outras autoestradas: a futura A34 (atualmente IC8) efetua a ligação à A1 e permite ainda acesso rápido de freguesias nos arredores, como Abiul, ao centro do município, por exemplo. Mais junto à costa, o município de Pombal é também servido pela variante A17, corredor que percorre o litoral centro e que liga a Marinha Grande a Aveiro, efetivamente permitindo uma segunda ligação de alternativa à A1 e ligações por autoestrada à Figueira da Foz (via A14, a que liga). Com a exceção da A1, estas autoestradas são relativamente mais recentes, mas tornam-se vantajosas no contexto de Pombal, permitindo-lhe usufruir da posição geográfica. O IC2 e várias estradas municipais completam as ramificações da rede rodoviária no município.
No que concerne à mobilidade de transportes públicos, Pombal é servido pela Rodoviária do Lis nas ligações rodoviárias, e nas ligações ferroviárias pela CP - Comboios de Portugal em várias estações e apeadeiros: Albergaria dos Doze, Litém, Vermoil, Pombal e Pelariga. A ligação mais frequente é o serviço CP Regional Entroncamento - Coimbra, que permite uma ligação fácil ao Ribatejo e a Coimbra, com 12 circulações diárias em cada sentido e uma frequência média de 1 comboio por hora (no sentido Coimbra, das 10:55 às 17:40, assume uma frequência média em torno das 2h, mas com circulações em horários-chave que não tornam este facto penoso), circulando entre as 06:30 e as 22:15 no serviço Regional. Este corredor facilita também as ligações para a Figueira da Foz através de transbordo em Alfarelos para os Comboios Urbanos de Coimbra.
Tem também ligações especiais neste percurso: o serviço InterRegional opera às Sextas no sentido de Coimbra (parando às 14:51, apenas em Pombal) e aos Domingos no sentido Entroncamento (parando às 19:40 e 21:48, novamente apenas em Pombal); há um serviço Regional que opera como InterRegional, saindo às 02:38 de Coimbra e chegando às 03:15 a Pombal, de Segunda a Sábado (particularmente adequado tendo em conta o movimento estudantil presente em Coimbra). Em serviço Regional, dista 44 minutos de Coimbra (o mesmo que dista por autoestrada), e 53 minutos do Entroncamento, sendo um serviço competitivo face ao automóvel pelos tempos de viagem e pelo conforto acrescentado.
Nas ligações de longo curso, é servida pela CP na sua estação principal, na sede de município, com serviços Intercidades e Alfa Pendular; dista em média 1h20-1h30 da Gare do Oriente em Lisboa, e 1h25-1h35 da estação principal do Porto - Campanhã, em qualquer modalidade de serviço. Nestes mesmos serviços dista uma média de 45-50 minutos de Santarém, sede de distrito. Isto acrescenta um factor muito relevante de atratividade a Pombal pela facilidade de ligação - direta, rápida e cómoda - do transporte público aos principais centros urbanos.
O custo de um bilhete sem descontos ronda os 11,75-11,90€ para Lisboa ou Porto no serviço Regional, e entre 15 e 20€ em Alfa Pendular ou Intercidades em segunda classe; em primeira classe, o custo varia entre 21 e 30€. O Flexipasse custa cerca de 335€ mensais para Lisboa e 295€ mensais para o Porto.
Em adição à Linha do Norte, a Linha do Oeste, que liga a Figueira da Foz a Lisboa via Leiria e Caldas da Rainha, também passa pelo concelho de Pombal, mais especificamente pela zona oeste, com as estações e apeadeiros do Louriçal e da Guia. Apesar disso, não existe uma ligação ferroviária entre as duas linhas, impossibilitando que dois dos concelhos com os quais faz fronteira (Figueira da Foz e Leiria) tenham ligações ferroviárias directas com Pombal.
Quanto à Rodoviária do Lis, circula entre Pombal e Leiria, num percurso de 40 minutos de duração que segue pela estrada nacional. Dispõe de 7 autocarros em cada sentido, entre as 07:10 e as 20:00, com frequências médias de 4 horas entre cada um exceto nas horas de ponta, onde reduz para 1 hora. No website do Operador no apoio ao cliente menciona ser possível fazer um passe entre Pombal e Leiria; o custo mensal ronda, normalmente  cerca de 70 euros, pode ficar em torno de 35 euros com o apoio do PART. Um bilhete ida deverá ter o custo de cerca de 4€ e de ida e volta são 8€, de acordo com a tabela de preços publicada para operadores rodoviários do setor privado.
Dentro do município existe ainda a POMBUS - Transportes Rodoviários de Pombal, com 4 linhas a percorrer sobretudo a cidade e os prolongamentos aos arredores. As ligações efetuam-se entre as 07:00 e as 19:50. Um bilhete tem o custo de 0,70€ e um passe mensal 6,25€, com o apoio do PART, existindo a modalidade de pré-comprado.

## População
| Número de habitantes                  | Número de habitantes | Número de habitantes | Número de habitantes | Número de habitantes | Número de habitantes | Número de habitantes | Número de habitantes | Número de habitantes | Número de habitantes | Número de habitantes | Número de habitantes | Número de habitantes | Número de habitantes | Número de habitantes | Número de habitantes |
| ------------------------------------- | -------------------- | -------------------- | -------------------- | -------------------- | -------------------- | -------------------- | -------------------- | -------------------- | -------------------- | -------------------- | -------------------- | -------------------- | -------------------- | -------------------- | -------------------- |
| 1864                                  | 1878                 | 1890                 | 1900                 | 1911                 | 1920                 | 1930                 | 1940                 | 1950                 | 1960                 | 1970                 | 1981                 | 1991                 | 2001                 | 2011                 | 2021                 |
| 26 366                                | 28 888               | 29 369               | 34 840               | 38 596               | 41 094               | 45 358               | 53 850               | 59 925               | 59 931               | 57 113               | 53 727               | 51 357               | 56 299               | 55 245               | 51 170               |
| Número de habitantes por Grupo Etário |                      |                      |                      |                      |                      |                      |                      |                      |                      |                      |                      |                      |                      |                      |                      |
|                                       |                      |                      | 1900                 | 1911                 | 1920                 | 1930                 | 1940                 | 1950                 | 1960                 | 1970                 | 1981                 | 1991                 | 2001                 | 2011                 | 2021                 |
| 0-14 Anos                             | 0-14 Anos            | 0-14 Anos            | 12 769               | 13 998               | 14 268               | 16 472               | 19 520               | 19 987               | 19 274               | 17 100               | 13 410               | 9 898                | 8 773                | 7 731                | 5 945                |
| 15-24 Anos                            | 15-24 Anos           | 15-24 Anos           | 6 013                | 6 829                | 8 076                | 8 418                | 9 303                | 10 980               | 10 617               | 9 645                | 9 448                | 7 926                | 7 912                | 5 866                | 5 087                |
| 25-64 Anos                            | 25-64 Anos           | 25-64 Anos           | 13 642               | 14 774               | 15 903               | 18 301               | 20 923               | 23 915               | 26 066               | 25 495               | 24 271               | 25 368               | 28 622               | 28 472               | 25 311               |
| = ou > 65 Anos                        | = ou > 65 Anos       | = ou > 65 Anos       | 1 784                | 1 616                | 2 145                | 2 549                | 2 929                | 3 383                | 3 974                | 4 650                | 6 598                | 8 165                | 10 992               | 13 176               | 14 827               |

(Obs: De 1900 a 1950 os dados referem-se à população "de facto", ou seja, que estava presente no município à data em que os censos se realizaram. Daí que se registem algumas diferenças relativamente à designada população residente)

## Freguesias

Freguesias do município de Pombal.

O município de Pombal está dividido em 13 freguesias:
- Abiul
- Almagreira
- Carnide
- Carriço
- Guia, Ilha e Mata Mourisca
- Louriçal
- Meirinhas
- Pelariga
- Pombal
- Redinha
- Santiago e São Simão de Litém e Albergaria dos Doze
- Vermoil
- Vila Cã

## História
Pombal foi fundada por Dom Gualdim Pais, Grão-Mestre da Ordem dos Templários, que mandou construir o seu Castelo. Deu-lhe foral no ano de 1174.
Em 29 de Janeiro de 1186 o papa Urbano III faz seguir a bula Intelleximus ex autentico ao mestre e cavaleiros da Ordem do Templo para lhes confirmar as igrejas de Pombal, Ega e Redinha, construídas nas terras que lhes doara D. Afonso Henriques e toma-as debaixo da protecção da Santa Sé.
Em 1509, Dom Manuel I ordenou a reconstrução do castelo. O alcaide-mor da vila, o Conde de Castelo-Melhor, instalou-se no seu interior.
Foi elevada a cidade em 1991, pela Lei 71/91, de 16 de Agosto.

## Política

### Eleições autárquicas[11]
| Data | %       | V       | %     | V     | %      | V      | %            | V            | %              | V  | %              | V   | %    | V   | %              | V  | %    | V  | Participação   |                |
| Data | PPD/PSD | PPD/PSD | PS    | PS    | CDS-PP | CDS-PP | FEPU/APU/CDU | FEPU/APU/CDU | BE             | BE | GCE            | GCE | MPT  | MPT | CH             | CH | IL   | IL | Participação   |                |
| ---- | ------- | ------- | ----- | ----- | ------ | ------ | ------------ | ------------ | -------------- | -- | -------------- | --- | ---- | --- | -------------- | -- | ---- | -- | -------------- | -------------- |
| Data | 1976    | 42,70   | 4     | 30,93 | 2      | 16,49  | 1            | 4,45         | -              |    |                |     |      |     |                |    |      |    |                | 43,95 / 100,00 |
| 1979 | 36,62   | 3       | 25,72 | 2     | 29,57  | 2      | 4,44         | -            | 58,21 / 100,00 |    |                |     |      |     |                |    |      |    |                |                |
| 1982 | 34,99   | 3       | 35,95 | 3     | 21,75  | 1      | 2,99         | -            | 54,40 / 100,00 |    |                |     |      |     |                |    |      |    |                |                |
| 1985 | 35,17   | 3       | 51,17 | 4     | 8,31   | -      | 1,83         | -            | 53,91 / 100,00 |    |                |     |      |     |                |    |      |    |                |                |
| 1989 | 32,45   | 2       | 55,06 | 5     | 6,80   | -      | 1,70         | -            | 52,99 / 100,00 |    |                |     |      |     |                |    |      |    |                |                |
| 1993 | 48,63   | 4       | 44,82 | 3     |        |        | 1,94         | -            | 56,24 / 100,00 |    |                |     |      |     |                |    |      |    |                |                |
| 1997 | 60,86   | 5       | 27,72 | 2     | 5,51   | -      | 1,43         | -            | 58,12 / 100,00 |    |                |     |      |     |                |    |      |    |                |                |
| 2001 | 59,99   | 5       | 29,43 | 2     | 4,10   | -      | 1,96         | -            | 59,23 / 100,00 |    |                |     |      |     |                |    |      |    |                |                |
| 2005 | 63,08   | 5       | 25,39 | 2     | 3,21   | -      | 2,11         | -            | 1,41           | -  | 56,50 / 100,00 |     |      |     |                |    |      |    |                |                |
| 2009 | 65,79   | 7       | 26,62 | 2     |        |        | 1,74         | -            | 1,85           | -  | 49,81 / 100,00 |     |      |     |                |    |      |    |                |                |
| 2013 | 54,99   | 6       | 26,77 | 3     | 6,18   | -      | 3,19         | -            |                |    | 44,87 / 100,00 |     |      |     |                |    |      |    |                |                |
| 2017 | 46,33   | 5       | 11,66 | 1     | 6,44   | -      | 1,23         | -            | 2,33           | -  | 24,39          | 3   | 0,89 | -   | 50,28 / 100,00 |    |      |    |                |                |
| 2017 | 46,33   | 5       | 11,66 | 1     | 6,44   | -      | 1,23         | -            | 2,33           | -  | 1,23           | -   | 0,89 | -   | 50,28 / 100,00 |    |      |    |                |                |
| 2021 | 61,07   | 5       | 20,98 | 2     |        |        | 1,77         | -            | 2,91           | -  |                |     |      |     | 3,67           | -  | 3,23 | -  | 46,77 / 100,00 |                |

### Eleições legislativas
| Data | %     | %     | %     | %    | %     | %     | %        | %     | %    | %     | %    | %   | %       | % | %  | %  |
| Data | PSD   | PS    | CDS   | PCP  | UDP   | AD    | APU/ CDU | FRS   | PRD  | PSN   | B.E. | PAN | PSD CDS | L | CH | IL |
| ---- | ----- | ----- | ----- | ---- | ----- | ----- | -------- | ----- | ---- | ----- | ---- | --- | ------- | - | -- | -- |
| 1976 | 42,61 | 26,87 | 15,04 | 1,95 | 0,71  |       |          |       |      |       |      |     |         |   |    |    |
| 1979 | AD    | 18,82 | AD    | APU  | 1,17  | 64,07 | 4,39     |       |      |       |      |     |         |   |    |    |
| 1980 | AD    | FRS   | AD    | APU  | 1,00  | 68,69 | 3,74     | 18,09 |      |       |      |     |         |   |    |    |
| 1983 | 48,91 | 28,20 | 12,52 | APU  | 0,46  |       | 3,24     |       |      |       |      |     |         |   |    |    |
| 1985 | 46,92 | 18,38 | 11,53 | APU  | 0,77  | 3,15  | 12,09    |       |      |       |      |     |         |   |    |    |
| 1987 | 70,34 | 14,32 | 5,68  | CDU  | 0,44  | 2,21  | 1,57     |       |      |       |      |     |         |   |    |    |
| 1991 | 71,11 | 17,15 | 4,21  | CDU  |       | 1,34  | 0,65     | 0,88  |      |       |      |     |         |   |    |    |
| 1995 | 54,18 | 31,23 | 9,35  | CDU  | 0,37  | 1,27  |          |       |      |       |      |     |         |   |    |    |
| 1999 | 52,54 | 33,46 | 8,07  | CDU  |       | 1,47  | 0,28     | 1,22  |      |       |      |     |         |   |    |    |
| 2002 | 62,92 | 22,79 | 8,30  | CDU  | 1,05  |       | 1,65     |       |      |       |      |     |         |   |    |    |
| 2005 | 51,65 | 29,53 | 8,17  | CDU  | 1,44  | 3,85  |          |       |      |       |      |     |         |   |    |    |
| 2009 | 43,18 | 27,85 | 11,49 | CDU  | 2,05  | 7,56  |          |       |      |       |      |     |         |   |    |    |
| 2011 | 55,54 | 18,03 | 11,87 | CDU  | 2,00  | 3,80  | 0,99     |       |      |       |      |     |         |   |    |    |
| 2015 | CDS   | 19,63 | PSD   | CDU  | 2,21  | 7,57  | 1,00     | 59,25 | 0,64 |       |      |     |         |   |    |    |
| 2019 | 41,14 | 27,12 | 5,35  | CDU  | 1,86  | 7,85  | 2,38     |       | 0,84 | 1,82  | 0,77 |     |         |   |    |    |
| 2022 | 40,98 | 31,71 | 2,05  | CDU  | 1,66  | 3,93  | 1,07     | 0,87  | 8,18 | 4,71  |      |     |         |   |    |    |
| 2024 | AD    | 18,28 | AD    | CDU  | 40,60 | 1,22  | 3,38     | 1,42  | 2,00 | 20,72 | 5,22 |     |         |   |    |    |

## Personalidades Ilustres
- Marquês de Pombal
- João de Barros (historiador e escritor)
- Carlos Alberto Mota Pinto (político)
- Carolina Loureiro (atriz e apresentadora de televisão)
- Martel Patrício (poetisa e escritora)
- Amadeu da Cunha (médico e escritor)

## Festas do Bodo
Anualmente, a cidade organiza as festas do Bodo, cuja origem remonta ao período medieval. Realizam-se, segunda a lenda, como agradecimento à Nossa Senhora do Cardal por ter afastado as pragas das colheitas. Celebram-se durante seis dias de modo a coincidir com o último domingo do mês de julho, envolvendo diferentes atividades, de cariz religioso, económico e de lazer, e contando com a presença da população, bem como de muitos emigrantes do município, em período de férias.
A lenda liga as festas do Bodo a uma praga que atingiu os pombalenses e a uma mítica D. Maria Fogaça, pessoa muito devota que deu origem à secular festa. Conta-nos então a tradição que, uma praga de gafanhotos e lagartas afligiu os pombalenses, invadindo ousadamente as suas habitações, contaminando os alimentos, e até caindo em nuvem dentro dos vasos onde as mulheres levavam a água, obrigando ao uso de um pano para a coar. Esta vexação era tão insuportável que obrigou o povo a ir à Igreja de S. Pedro, então Matriz da Vila, e aí principiarem uma procissão de preces, que acabou na Capela de N.ª Sr.ª de Jerusalém. Realizou-se missa cantada, prometendo-se uma festa, se esta os livrasse de tão grande calamidade. A Senhora de Jerusalém rápido atendeu os rogos e súplicas do povo aflito, porque na manhã seguinte já o terrível inimigo tinha evacuado os campos e as searas. Reconhecido o milagre, celebrou-se nova missa solene em acção de graças pelos benefícios recebidos, ajustando-se desde logo as festas para o ano vindouro. No ano seguinte, D. Maria Fogaça decide tomar por sua conta o total dispêndio da festa religiosa, tal foi o empenho que houve canas, escaramuças, touros, fogos e danças. Nessa festa, foram oferecidos ao pároco da vila, dois grandes bolos, que saindo de extraordinária grandeza, ao serem deitados no forno, um ficou mal colocado. Um criado da casa, invocando o nome da Sr.ª de Jerusalém, atreveu-se a entrar rapidamente no forno, consertou-o e saiu ileso. Tal facto correu logo todo o povo, como um novo milagre, e deu origem à festa do Bodo. A partir de então, a festa passou a fazer-se com temerária devoção ao bolo, ao qual a população deu o nome “fogaça”.
As festas que tinham inicialmente lugar nos finais de Junho, passaram a realizar-se no último fim de semana de Julho, visto estar mais de acordo com o calendário das colheitas. Contudo, nas quatro semanas anteriores, continuaram-se a promover cerimónias em honra da Senhora. Para tal, no último dia das festas, a Câmara nomeava quatro mordomos, cada um de casais diferentes, que se encarregavam de fazer a festa, um deles vinha na primeira sexta-feira, procurar a bandeira de Nossa Senhora do Cardal que levava para o seu casal. 
Integrada nas festas do Bodo realiza-se todos os anos a prova do Bodo, prova de atletismo com mais de um milhar de participantes.

## Património
- Castelo de Pombal
- Igreja Nossa Senhora do Cardal
- Igreja Matriz do Pombal
- Igreja do Carmo
- Torre do Relogio
- Estaleiro do Marquês
- Prisão do Marquês
- Paços do Concelho
- Capela da Misericórdia
- Capela de Santo Amaro
- Capela de Nossa Senhora de Belém
- Capela de Casal Fernão João
- Ponte de Dona Maria
- Jardim Municipal
- Jardim da Várzea

## Desporto
Em Pombal existem várias entidades que promovem o desporto e a atividade física. O Sporting Clube de Pombal que se dedica essencialmente à prática do futebol, nos diferentes escalões etários.
O Núcleo do Desporto Amador de Pombal (NDAP) oferece vários desportos a diferentes faixas etárias, entre eles andebol, atletismo, basquetebol, natação, caraté e voleibol.
A Acropombal dedica-se ao ensino da ginástica acrobática e o Clube de Ténis de Pombal, fundado em 1988, impulsiona este desporto junto de diferentes faixas etárias, através da Escola de Ténis. A Associação Desportiva Pedro Roma trata-se de uma escola de futebol.
Existem  diversas colectividades de dimensão menor que promovem e impulsionam o desporto, tanto a nível regional como nacional, nomeadamente Associação Cultural e Desportiva de Caseirinhos, União 21 Associação Juvenil, Associação de Futebol Feminino de Pombal - Brigada Azul, Casa do Benfica de Pombal, Nucleo Sportinguista de Pombal e muitos mais.
As transmissões em direto de vários destes desportos são feitas na Cardal FM, uma das duas rádios locais do município, que possui uma equipa de desporto específica afeta a acompanhar desportos como o futsal e o futebol, na AF Leiria.

## Geminação
- Biscarrosse